# Neckera rigida
Neckera rigida är en bladmossart som beskrevs av C. Müller 1850. Neckera rigida ingår i släktet fjädermossor, och familjen Neckeraceae. Inga underarter finns listade i Catalogue of Life.